# Jean-Georges
Jean-Georges est un restaurant situé dans la Trump International Hotel and Tower, dans l'Upper West Side, à New York.
Le Guide Michelin le considère comme l'un des meilleurs restaurants de cuisine française du continent américain et lui a attribué trois étoiles de 2006 à 2017. Depuis l'édition de 2018, il compte deux étoiles. C'est l'un des rares restaurants de New York auquel le New York Times attribue quatre étoiles. 
Son propriétaire est Jean-Georges Vongerichten. Le chef est Mark LaPico et le chef pâtissier Sean Considine.